# Бхіланґна
Бхіланґна (Bhilangna) — гірська гімалайська річка в індійському штаті Уттаракханд, найбільша притока річки Бхаґіратхі.